# Ја не жалим очи своје
Ја не жалим очи своје је други студијски албум српске фолк певачице Наде Топчагић, издат 1980. године за ПГП РТБ. Продуцент је био Добривоје Иванковић, а снимљен је уз ансамбл Љубише Павковића. Већина песама на албуму су изворне народне песме, док је насловну нумеру написао Миодраг Тодоровић Крњевац. На албуму је као продуцент радио и Предраг Вуковић Вукас.

## Списак песама
| №   | Назив                                 | Трајање |  |
| 1.  | Хеј, Жарка, Жарка                     |         |  |
| 2.  | Киша пада, трава расте                |         |  |
| 3.  | Мене моја заклињала мајка             |         |  |
| 4.  | Синоћ ја и моја Кона                  |         |  |
| 5.  | Чудна јада од Мостара града           |         |  |
| 6.  | Сарајево, дивно мјесто                |         |  |
| 7.  | Мене мајка послала да наберем бостана |         |  |
| 8.  | Ја не жалим очи своје                 |         |  |
| 9.  | Звијезда тјера мјесеца                |         |  |
| 10. | Идем путем, песма с ори               |         |  |